# Bolusanthus
Bolusanthus é um género botânico pertencente à família Fabaceae.